# 貝勒縣 (德克薩斯州)
貝勒縣（英語：Baylor County）位美國德克薩斯州中北部的一個縣。面積2,334平方公里。根据美國2000年人口普查，共有人口4,093人。縣治西摩（Seymour）。
成立於1858年2月1日，縣政府成立於1879年4月12日。縣名紀念美墨戰爭時期軍人亨利·W·貝勒（Henry Weidner Baylor）。